# Сидоренко, Виктор (биатлонист)
Виктор Сидоренко (5 января 1963) — советский и российский биатлонист. Призёр чемпионата СССР, участник Кубка мира.

## Биография
Воспитанник спортивной секции города Губаха (Пермский край). На взрослом уровне представлял город Пермь и спортивное общество «Профсоюзы».
Становился призёром чемпионата СССР, в том числе в 1989 году завоевал серебряную медаль на первой в истории чемпионатов страны командной гонке в составе сборной Профсоюзов. Победитель VIII зимней Спартакиады народов РСФСР (1985) в эстафете в составе сборной Пермской области.
Входил в сборную СССР. В декабре 1990 года стартовал в двух гонках Кубка мира на этапе в Альбервиле, лучший результат — 19-е место в спринте. По итогам сезона 1990/91 набрал 7 очков.
Завершил спортивную карьеру в 1994 году из-за травмы позвоночника. Затем в течение двух лет работал тренером.
После окончания карьеры работает на нефтеперерабатывающем производстве. Принимает участие в турнирах ветеранов и ведомственных соревнованиях.